# 可爱格斗技
《可爱格斗技》（又译作）是由科乐美为任天堂64制作的2.5D格斗游戏，于1998年发布。Rakugakids这个名字是日语单词“らくがき”（意思是“涂鸦”）和英语单词“kids”的混成词，反映了游戏的视觉风格类似于儿童画作品。

## 玩法
这个游戏的玩法类似于简化版的《街头霸王》。按钮布局是六个按键格斗游戏标准，主要包括三种拳击和三种踢击，与各种方向命令结合使用可以产生特殊的次要攻击。所有角色都有一个单按键攻击，可以将对手打上空中，并且进行追击。也许为了补充这一点，每个角色在空中时都可以进行额外的跳跃。
在这个游戏中，连击被称为“魔法”，玩家最多可以拥有三个魔法等级，它们由屏幕底部出现的三支蜡笔表示。积蓄的连击可以通过以下三种方式使用：进攻，其中一次攻击造成重创；防御，在此模式下一次攻击只会造成少量伤害，但会将对手远离自己；反制，则仅可在角色格挡时使用，并能够造成中等伤害并将对手打飞。

## 角色
- 宇航员 (アストロノッツ) 由Andy（アンディ）绘制：类似于巴克·罗杰斯的宇航员和游戏主角。他使用各种早期科幻设备进行战斗，如射线枪和火箭靴。他就像是游戏中典型的隆。
- Captain. Cat. Kit (キャプテン・キャット・キット) 由DDJ绘制：一只穿着嘻哈时尚服装的拟人猫。使用铜管乐器、篮球和霹雳舞动作进行战斗。还具有自发燃烧的能力。
- Marsa (マーサ) 由Nola（ノーラ）绘制：一个带着鸡冠帽子的女巫。 Marsa是唯一可以三连跳的角色，她的“ Marsa Jump”会将她送到屏幕上方很远处。如果运用得当，您可以通过它避免危险。
- Robot C.H.O（ロボットC.H.O.）由Jerry（ジェリー）绘制：游戏中最重量级的摔跤手角色。作为一个机器人可以变形成各种金属物品，如垃圾桶或汽车等等。其手部和头部旋转字母将根据其行动而改变
- Beartank（ベアタンク）由Clione（クリオネ）绘制：是一只长有坦克炮和背部坦克炮塔的绿色熊。它可以将身体变成一组履带式坦克(仅留下头部)，并从任何一个枪口发射一个迷你的自己 。出于某种原因，它经常在睡觉状态下 。 它是速度最快的角色之一 ，第二个则为 Captain.Cat .Kit.
- Cools.Roy(クールス・ロイ) 由Roy(ロイ) 绘制 ：类似牛仔风格的角色，为荣誉而战（他的嘲讽动作是鞠躬）
- Mamezo（マメゾ）由Val（バル）绘制：一个穿着绿色披风的黄色恶鬼风格的角色。他的招数大多是果冻般的变形成各种工具（如叉子、铁器、剪刀等），或者召唤火箭和其他东西。在介绍中，他被称为主要反派角色。"

### 隐藏角色
- Inuzo（イヌゾ）由Mudgas绘制：游戏的小BOSS角色。它是Mamezo的近似版本，具有不同的空闲和行走动画，其余移动则相同。
- 达克尼斯（ダークネス）由George: 游戏的BOSS角色。一只幽灵狗，可以通过变形和从身体中产生物品来进行各种移动"：游戏的BOSS角色。

## 评价
它的艺术风格经常被比作《Parappa the Rapper》。像Joypad和Player One这样的杂志给出了较差的评价，声称游戏玩法没有什么有趣之处，而“疯狂的宇宙”、漫画元素与格斗类型相结合以及艺术风格类似于《Parappa the Rapper》是其唯一吸引人之处。
Player One在赞赏游戏利用了招式的整合和所有Nintendo 64手柄上的按钮后，将角色动画和质量与由任天堂制作的第一方游戏进行比较。最后它认为《Rakugakids》最终只是一个因为招式效果随机性从而获得成功的格斗游戏。

## 影响
记者史蒂夫·梅雷特（Steve Merrett）认为科乐美的任天堂64游戏库是其最后一批专注于游戏玩法的游戏；
例如《漫画少年大乱斗》、《国际足球超级巨星98》（1998年）、《恶魔城 默示录》（1999年），利用任天堂64的处理能力增强了先前在2D游戏中建立起来的玩法模式。对于《漫画少年大乱斗》，2D角色在3D背景上进行对打。
该游戏公式也是说明像科乐美、卡普空和SNK这样的公司如何采用不同方法保持市场竞争力，以应对充斥着3D游戏的市场.

## 相关作品
一些来自此游戏的角色和音乐等素材后来被科乐美复用到其他游戏中。在《恶魔城：月下夜想曲》中，主角内森·格雷夫斯可以通过装备熊戒指并激活狗狗和布鲁托卡片（这通常会将他变成骷髅）而变身为Beartank
Beartank，Robot CHO、Mamezo、Marsa、Cools Roy、Captain Cat Kit、Darkness和Astronauts也出现在了《大盗五右卫门：魔法双六》中。
Beartank还作为秘密角色出现在了科乐美的赛车游戏《科乐美赛车》中。该游戏的音乐也出现在科乐美旗下的Bemani系列游戏之中——Beatmania GB和Pop n' Music中。